# Спиновая асимметрия
Спиновая асимметрия — это интегральная характеристика вносящая вклад в конечное распределение угловых продуктов распадов в лептонных процессах.
В слабые распады лептонов характеризуются несколькими величинами, одной из таких является угол θl , это угол между направлением спина начального лептона и импульсом конечного заряженного. Данная величина весьма важна так как насколько нам известно на сегодняшний день с W-бозоном взаимодействуют только левые фермионы, что известно из слабого взаимодействия однако в целом при распаде тау лептона на лептон более нижнего поколения плюс нейтрино и антинейтрино − конечный заряженный лептон может устремится как и по направлению движения τ так и против, однако углы θl в том и другом случае должны совпадать. Спиновая асимметрия же характеризует отношение угла между этими двумя случаями
Рассмотрение спиновой ориентации исходной частицы в распадах мюона и тау-лептона позволяет получить дополнительную информацию о структуре слабых взаимодействий. Имеющиеся большая статистика по распаду тау-лептона в нескольких современных и будущих экспериментах допускает высокоточные тесты гипотезы об лептонной универсальности.